# عائشة عبد الرحمن (ممثلة)
عائشة عبد الرحمنAisha Abd Elrahman. (2 سبتمبر 1965 -)، ممثلة إماراتية. بدأت مسيرتها الفنية عام 1986 من خلال مسرح الفجيرة. مثلت بالعديد من الأعمال وفي منتصف تسعينات القرن العشرين أدت شخصية الخادمة في مسلسل مرمر زماني أمام الفنان عبد الحسين عبد الرضا وكذلك شخصية المعلمة «كوثر» صاحبة المشاكل في مسلسل أبلة نوره مع الفنانة حياة الفهد، وتعتبر هذه من أشهر أدوارها.
أتقنت التمثيل وشاركت في عدة مسارح وشاركت في عدة حفلات تكريمية للمسرح على الرغم من أن هناك فترة قررت فيها اعتزال المسرح، وفي عام ٢٠١٥ كُرمت في الدورة التاسعة الخاصة بمهرجان دبي لمسرح الشباب فكانت عضوة من أعضاء لجنة تحكيم المهرجان. وفي 2015 كانت من أعضاء لجنة التحكيم في مهرجان المسرح الخليجي الرابع لأصحاب الإعاقة المسجلين في دول مجلس التعاون الخليجي في سلطنة عمان، وكانت عاشة من رواد الجيل الثاني من الممثلين المسرحيين بالإمارات. التقت المخرج المسرحي حبيب غلوم، والذي كان يعد لتقديم مسرحية وكان في حاجة شديدة لطفلة صغيرة ليعهد إليها بدور محدود في المسرحية. انتسبت عائشة إلى مسرح دبي الشعبي وقدمت معه العديد من العروض على مدار سنوات عدة، واشارت الفنانة إلى أن العمل المسرحي كان يأخذ كل الوقت فيصعب عليها أن تقوم بواجبها على أكمل وجه تجاه أسرتها الصغيرة أو حتى الكبيرة، فتكون بين نارين: الالتزام تجاه الأسرة أو الالتزام تجاه الفن».

## أعمالها

### من المسلسلات
- أيام الصبر.1995. دور "ياسمينة بنت بلال".
- شهريار الفريج. 1995. (فوازير).
- مرمر زماني. 1996. دور "ميري".
- حتى إشعار آخر. 1997. دور "أمل"
- دارت الأيام.1998. دور "غنيمة أم عبدالمحسن"
- بنت الشمار. 1999. دور "أم علوان"
- أحلام البسطاء. 1999. دور "روزة".
- أبناء الغد. 1999. ضيفة شرف.
- أبناء الغد (ج2). 1999. ضيفة شرف.
- جنون المال. 2007.
- حاير طاير(ج1). 1999.
- حاير طاير - الجزء الخامس. 2008.بوستر مسلسل حاير طاير
- أبلة نورة. 2008. دور "ثريا"
- هديل الليل. 2009.
- دروب المطايا. 2009.
- زمن طناف.2010. دور "غبيشة"
- وديمة وحليمة. 2013.
- ساق البامبو. 2016. دور "أم جابر".
- بيت أبونا. 2024، ضيفة شرف

بوستر مسلسل حاير طاير

- وديمة وحليمة (ج3). 2024، دور "حصة"
- إللي نحبهم. 2021، دور "أم عبدالله".
- رشاش. 2021، دور "أم رشاش".
- الشهد المر. 2020.
- خيانة وطن.2016.
- تذكرة داود. مسلسل سيت كوم، 2014، دور "سمية"
- وديمة وحليمة (ج2) 2014.
- يا من كنت حبيبي. 2014. ضيفة شرف
- سوالف عمران. 2013.
- ريح الشمال (ج3). 2012.
- الغافة. 2010.
- ريح الشمال. 2008. ضيفة شرف.
- المقاريد. 2007. دور "زهرة".

- مدينة المعلومات (ج2). 2007. دور"الطبيبة وفاء".
- أوه يا مال. 2006.
- سرى الليل. 2004. دور "سهيلة"
- الكفن. 2001. دور "حليمة"
- مؤامرات عائلية . 2001.
- أبناء الغد (ج3). 2000. ضيفة شرف.

### من المسرحيات

- الطوفة.
- اللوال.
- حبة رمل.
- المخدوع.
- المملة.
- مطلوب خدامة حالا.
- اليازرة. 2004.
- أمجاد يا عرب. 1998.
- سيف بوهلال. 1995.
- بو محبوس في ورطة. 1992.

### من الأفلام
- ظل البحر. 2011م، دور أم منصور".
- القفص. 2009م

## روابط خارجية
- عائشة عبد الرحمن على موقع قاعدة بيانات الأفلام العربية